# Wendy Richard
Wendy Richard, artiestennaam van Wendy Emerton (Middlesbrough, 20 juli 1943 – Londen, 26 februari 2009), was een Engelse actrice. Ze werd bekend door haar rol als Miss Brahms in de sitcom Are You Being Served?. Daarna speelde ze tussen 1985 en 2006 de rol van Pauline Fowler in de soapserie EastEnders.
In 2000 werd zij onderscheiden met een benoeming tot Lid in de Orde van het Britse Rijk door koningin Elizabeth II.

## Carrière
Aanvankelijk was Wendy Richard bekend onder haar eigen naam. Op advies van producer David Croft gebruikte ze vanaf ongeveer 1970 eerst 'Richards' en later 'Richard' als achternaam.
Wendy Richard heeft in de televisierollen waarin ze bekend werd, altijd haar vermogen uitgespeeld om met een sterk Cockney-accent te spreken. In 1965 vertolkte ze een klein rolletje in de tweede film van The Beatles, Help!, maar ze werd uit de uiteindelijke bioscoopversie geknipt. Vanaf 1965 tot 1969 leerde het Britse televisiepubliek haar kennen als de supermarktcaissière Joyce Harker in de soapserie The Newcomers.
Vervolgens speelde ze van 1972 tot 1985 de komische rol van Miss Brahms in Are You Being Served?. Nadat die serie beëindigd was stapte ze over naar Eastenders. In 1992-1993 keerde ze terug als Miss Brahms in Grace & Favour, een vervolg op Are You Being Served?. Eind 2006 speelde ze haar laatste scènes als Pauline Fowler in Eastenders. Haar personage stierf in Albert Square aan een ziekte. In juni 2007 kreeg Wendy Richard bij de British Soap Awards een oeuvreprijs. Deze werd haar overhandigd door Todd Carty, die in EastEnders haar seropositieve zoon Mark speelde. Samen presenteerden ze voor Sky One een top 50 van televisiefamilies.
Begin oktober 2008 werd bekend dat ze leed aan terminale kanker, met uitzaaiingen in haar botten, ruggengraat en nieren. Haar huwelijk met de twintig jaar jongere John Burns (haar vierde echtgenoot) werd daarom vervroegd. Wendy Richard had al twee keer eerder borstkanker overwonnen, maar is begin 2009 overleden op 65-jarige leeftijd.

## Filmografie
- Marple: A Pocketful of Rye (televisiefilm, 2008) - Mrs. Crump
- Benidorm (televisieserie) - Sylvia (episode 2.5, 2008)
- Doctor Who: Dimensions in Time (televisiefilm, 1993) - Pauline Fowler
- Grace & Favour (televisieserie) - Miss Shirley Brahms (12 afl., 1992-1993)
- EastEnders (televisieserie) - Pauline Fowler (1405 afl., 1985-2006)
- Spooner's Patch (televisieserie) - Rol onbekend (1979-1982)
- Hogg's Back (televisieserie) - Pearl (1975)
- Not on Your Nellie (televisieserie) - Doris (afl. onbekend, 1975)
- Carry on Girls (1973) - Ida Downs
- Bowler (televisieserie) - Greta (afl. Members Only, 1973)
- Z-Cars (televisieserie) - Maureen Parker (afl. Big Jake, 1973)
- The Fenn Street Gang (televisieserie) - Myrna (afl. Is That a Proposal, Eric?, 1973)
- Are You Being Served? (televisieserie) - Miss Shirley Brahms (69 afl., 1972-1985)
- Dad's Army (televisieserie) - Shirley (afl. The King Was in His Counting House, 1972 - My British Buddy, 1973)
- Carry on Matron (1972) - Miss Willing
- Both Ends Meet (televisieserie) - Maudie (1972)
- Bless This House (1972) - Carol
- Gumshoe (1971) - Anne Scott
- On the Buses (1971) - Huisvrouw
- On the Buses (televisieserie) - Elsie (afl. The Busman's Ball, 1971)
- Please Sir! (televisieserie) - Rita (afl. The Pruning of Hedges, 1971)
- Dixon of Dock Green (televisieserie) - Barbara Walker (afl. Nightmare Hours, 1971)
- Carry on Again Christmas (televisiefilm, 1970) - Kate
- Dad's Army (televisieserie) - Edith Parish (afl. The Two and a Half Feathers, 1970 - Mum's Army, 1970)
- No Blade of Grass (1970) - Clara
- Up Pompeii (televisieserie) - Soppia (afl. The Ides of March, 1970)
- The Newcomers (televisieserie) - Joyce Harker (1965-1969)
- The Wednesday Play (televisieserie) - Delphine (afl. The Voices in the Park, 1967)
- The Making of Jericho (televisiefilm, 1966) - Rol onbekend
- ITV Play of the Week (televisiefilm, 1966) - Meid in nachtclub (afl. Plays of Married Life #1: A Catching Complaint, 1966, niet op aftiteling)
- Pardon the Expression (televisieserie) - Rol onbekend (afl. Rustle of Spring, 1966)
- Doctor in Clover (1966) - Zuster met valse oogwimpers (niet op aftiteling)
- Hugh and I (televisieserie) - Dochter (1962-1966)
- No Hiding Place (televisieserie) - Janet (afl. Hi-Jack, 1965)
- Help! (1965) - Lady Macbeth (scènes verwijderd)
- The Day of Ragnarok (televisiefilm, 1965) - Rol onbekend
- No Hiding Place (televisieserie) - Linda Hooper (afl. The Hunted and the Hunters, 1965)
- The Likely Lads (televisieserie) - Lynn (afl. Last of the Big Spenders, 1965)
- Don't I Look Like a Lord's Son? (televisiefilm, 1964) - Meisje
- No Hiding Place (televisieserie) - Smiler (afl. An Eye for an Eye, 1964)
- Danger Man (televisieserie) - Sue (afl. Don't Nail Him Yet, 1964)
- HMS Paradise (televisieserie) - Genevieve (afl. Call Me Madam and I'll Punch You on the Nose, 1964)
- ITV Television Playhouse (televisieserie) - Brunette in fabriek (afl. The Wedding Dress, 1963)
- ITV Play of the Week (televisieserie) - Miss Bufton (afl. London Wall, 1963)
- Harpers West One (televisieserie) - Susan Sullivan (afl. onbekend, 1961-1963)
- Dixon of Dock Green (televisieserie) - Jean Davis (afl. The Outlaws, 1962)
- Sammy Meets the Girls (televisiefilm, 1960) - Meisje

- International Standard Name Identifier: 0000 0000 4601 3772
- Library of Congress Control Number: no97050978
- MusicBrainz: ff650103-42d3-45e7-a697-df56147796b8
- Nederlandse Thesaurus van Auteursnamen: 317193708
- Virtual International Authority File: 29139521
- WorldCat: E39PBJx8BKvYY7btxC8DTDBdcP